# Хартман, Жута
Жу́та (Жо́та) Ха́ртман, урождённая Ро́тенберг (5 октября 1922, Кельце, Польша — 19 мая 2015, Тель-Авив, Израиль) — активистка еврейского сопротивления во время Второй мировой войны, участница восстания в Варшавском гетто. 15 июля 2010 г. ей было присвоено звание Почётного жителя Варшавы.

## Биография
Жута Хартман родилась в польском г. Кельце в состоятельной семье, соблюдающей еврейские традиции. Отец — Иегуда Ротенберг (1896—1943?), мать — Белла Айзенберг (1896—1942?). До войны проживала со своей семьёй в Кельце по адресу: улица Млынарская, дом 20 (ныне улица Мельчарского). Посещала еврейскую начальную школу и частную еврейскую гимназию для девочек.
Начало Второй мировой войны помешало Хартман сдать выпускные экзамены. Узнав про отправку немцами евреев-мужчин в рабочие лагеря, семья решила отправить отца Жуты в Советский союз в качестве беженца. В апреле 1941 года она оказалась с матерью в местном гетто. По доносу поляка была поймана за пределами гетто без жёлтой звезды Давида на одежде, когда искала еду. Чудом избежав смерти в Гестапо, была вынуждена бежать в Радомское гетто, оставив семью в Кельце. В начале 1942 года по подземному ходу под улицей Лешно сумела попасть в Варшавское гетто, где уже находились некоторые её родственники. Работала со своей тёткой на текстильно-меховой фабрике Тебенса-Шульца под управлением гражданина Германии, который нанимал евреев для работы в ужасных условиях.
В июле 1942 года немцы приступили к осуществлению своего плана по уничтожению Варшавского гетто. «Большая акция» подразумевала ускоренную транспортировку тысяч евреев грузовыми поездами в лагерь смерти Треблинка. Во время «Большой акции» Хартман случайно повстречала своего земляка Авраама Родаля, члена Еврейского воинского союза (пол. Żydowski Związek Wojskowy, ŻZW, идиш ייִדישער מיליטערישער פֿאַרבאַנד — ייִ.מ.פֿ‎). Его брат Леон был одним из старших командиров Еврейского воинского союза и зачислил Жуту Хартман в отряд, которым командовал Павел Френкель. Большинство членов Еврейского воинского союза были выходцами из молодёжного движения Бейтар, ячеек Эцель и членами Ревизионистского движения, но Хартман ни во одном их политических движений не состояла.
Хартман выполняла роль связной и участвовала в контрабанде медикаментов, писем, оружия на территорию гетто из «арийской» части Варшавы, используя ведра с двойным дном. На дне находились контрабандные материалы, а сверху была мелкая рыба, распространявшая зловоние, не позволявшее нацистам проводить тщательную проверку. На случай поимки при себе всегда имела таблетку цианида. Хартман прошла военную подготовку и научилась использовать оружие во время тренировок на одной из конспиративных квартир на улице Налевки, 34, где до войны располагалась спортивная секция социалистического Бунда.
В Эрев-Песах, 19 апреля 1943 года, Хартман была переведена в составе группы из тридцати человек, размещавшейся в одном из бункеров Еврейского воинского союза. Целью группы, переодетой в немецкую форму, было уничтожение немецких танков и создание паники среди немецких войск. Принимала участие в уличных боях в районе щёточных мастерских. На третий день боев, 21 апреля 1943 года, находясь в бункере на улице Свентоерской, 36, оказывала медицинскую помощь раненым.
После подавления восстания, в середине мая 1943 года, она и её друзья укрылись в развалинах гетто. Некоторые из них время от времени выходили ночью из укрытия, чтобы принести еду и оружие или напасть на немецких солдат, патрулировавших по ночам руины. Бункер, в котором она находилась, через месяц был обнаружен немцами и взорван. После пленения её перевезли на перевалочный пункт Умшлагплац, а через несколько дней отправили в лагерь в Понятовой под Люблином.
В числе выживших была отправлена в концлагерь Майданек. В Майданеке Хартман была наказана 25 ударами плетью за то, что не стояла по стойке «смирно» во время поверки. Находилась на принудительных работах на фабрике HASAG — немецком концерне вооружений «Hugo Schneider AG» в лагере Скаржиско-Каменна, откуда была переведена в 1944 году на оружейный завод в филиале Бухенвальда в Лейпциге.
Выжив в марше смерти в конце войны, Хартман вернулась в Кельце, где узнала о смерте отца в Узбекистане и гибели матери в лагере Треблинка. Покинув Кельце до погрома, вместе со своим мужем Моше Хартманом, с которым Жута познакомилась в одном из лагерей, решили добираться до Палестины, где проживал брат Хартман. Сначала переехали в Германию, затем — во Францию.
Хартман репатриировалась в Израиль со своим мужем и трёхлетним сыном в 1952 году. Семья Хартман поселилась в районе Тель Гиборим в Холоне. В День памяти Катастрофы и героизма, в 60-ю годовщину создания Государства Израиль, Жута Хартман была отмечена зажжением факела памяти. В 2010 году муниципалитет Варшавы предоставил ей звание Почётного жителя Варшавы, но она отказалась поехать в Польшу и получить сертификат, поскольку поклялась никогда не возвращаться в это «проклятое место».
Жута Хартман является главным героем документального фильма Юваля Хаймовича и Симона Шехтера «Никто не забыт?» (2017).
В 2023 году Жута Хартман посмертно награждена офицерским крестом ордена Возрождения Польши.